# Pfarrkirche Siegendorf

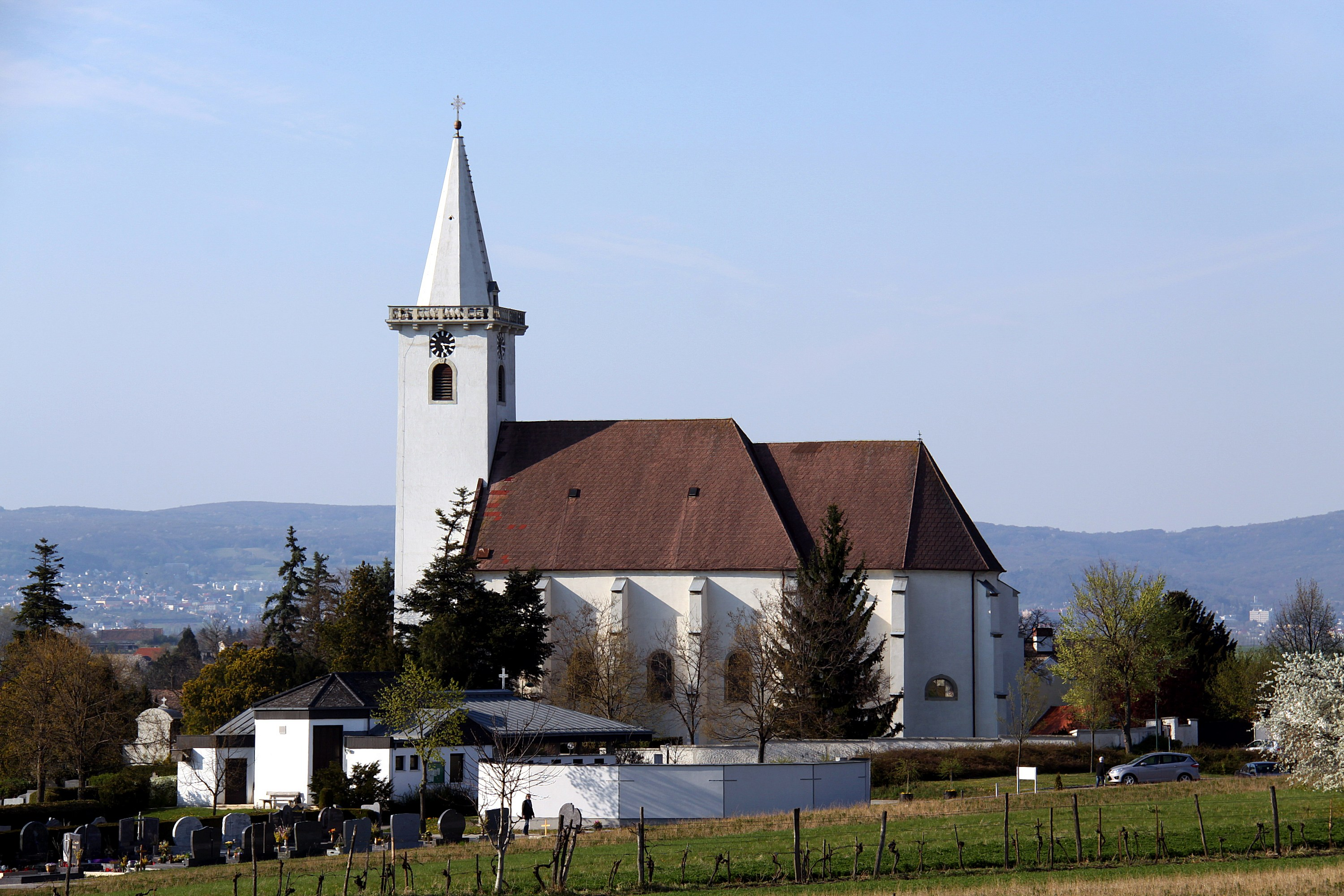
Kath. Pfarrkirche Allerheiligen in Siegendorf

Die römisch-katholische Pfarrkirche Siegendorf steht hoch über dem Ort in der Gemeinde Siegendorf im Bezirk Eisenstadt-Umgebung im Burgenland. Die auf das Fest Allerheiligen geweihte Pfarrkirche gehört zum Dekanat Trausdorf in der Diözese Eisenstadt. Die Kirche steht unter Denkmalschutz.

## Geschichte
Eine Kirche wurde 1366 urkundlich genannt. 1659 erfolgte ein Neubau und wurde 1673 geweiht. 1835 war ein Brand. 1970 wurde die Kirche innen restauriert.

## Architektur
Der einheitliche Barockbau aus dem 17. Jahrhundert hat einen vorgebauten Westturm, ein langes Langhaus und einen eingezogenen Chor mit einem Dreiachtelschluss. Das Turmportal zeigt im Sturz das Relief Cherubskopf und darüber in einer Nische die steinerne Glockenmadonna als Eisenstädter Gnadenbild. Der achtseitige steinerne Pyramidenhelm des Turmes hat unten einen umlaufenden Balkon mit einer Dockenbalustrade auf Konsolen. Der Kirchenbau hat an Langhaus und am niedrigeren Chor zweifach abgetreppte Strebepfeiler.

## Ausstattung
Der Hochaltar mit Opfergangsportalen aus dem ersten Viertel des 18. Jahrhunderts hat über Gebälkskröpfen auf je zwei Säulen einen gesprengten Segmentgiebel mit Engeln und einen Aufsatz mit Säulen. Das Altarbild Allerheiligen zeigt darüber das Esterházysche Allianzwappen. Die Seitenfiguren zeigen die Heiligen König Stephan und Ladislaus. Am Tabernakel sind Nischenfiguren der vier Kirchenväter mit seitlichen Apostelbüsten. Die Orgel aus 1896 wurde von Gebrüder Rieger in Jägerndorf als op. 515 gebaut.